# سانتا كروز دو كابيباريبي
سانتا كروز دو كابيباريبي هي بلدية في البرازيل، تتبع بيرنامبوكو، بلغ عدد سكانها 87٬582  نسمة، في 2010، تبلغ مساحتها 335٫526 كيلومتر مربع.

## الموقع
تشترك في الحدود مع:
- Jataúba [الإنجليزية]‏.